# 감청
|                                                                  |
| 형사소송법                                                       |
| 이념과 구조                                                      |
| 무죄 추정의 원칙 · 자백배제법칙 · 전문법칙                       |
| 증거보전청구권 · 형사보상청구권 · 독수독과이론                   |
| 실체적 진실주의 · 적정절차 · 신속한 재판의 원칙                  |
| 진술거부권 · 접견교통권 · 증거개시제도                           |
| 열람등사권 · 위법수집증거배제법칙                                |
| 법원                                                             |
| 제척 · 기피 · 회피 관할 · 이송 · 법관                            |
| 피고인과 변호인                                                  |
| 피고인 ·변호인 · 성명모용자 · 공동피고인 국선변호인 · 법정대리인 |
| 검사                                                             |
| 기소독점주의 · 검사 동일체의 원칙                                |
| 수사                                                             |
| 함정수사 · 불심검문 · 임의동행 · 동행요구 · 사법경찰관           |
| 구속                                                             |
| 구속영장 · 체포영장                                              |
| 증거법                                                           |
| 정황증거 · 전문증거 · 진술조서 · 진술서 · 실황조사서 · 검증조서  |
| 진술 · 증인                                                      |
| 재판                                                             |
| 공소장 · 공소장일본주의                                          |
| 고소 · 고발 · 고소불가분의 원칙 · 자수                           |
| 상소                                                             |
| 항소, 상고 & 비상상고                                            |
| 다른 7법 영역                                                    |
| 헌법 · 민법 · 형법                                               |
| 민사소송법 · 형사소송법 · 행정법                                 |
| 포털: 법 · 법철학 · 형사정책                                     |
| v • d • e • h                                                    |

감청(監聽)이란 전기통신을 통하여 그 당사자인 송신인과 수신인이 아닌 제3자가 당사자의 동의를 받지 않고 전자장치등을 이용하여 통신의 음향, 문언, 부호, 영상을 청취, 공독하여 그 내용을 지득하는 등의 행위를 뜻한다. 대화의 한 당사자가 그 내용을 녹음하는 경우는 통신비밀보호법 제3조의 감청에 해당하지 않는다.

## 판례
- 국가보안법위반죄에 대한 증거수집을 위하여 발부된 통신제한조치허가서에 의하여 피고인과 을 사이 또는 피고인과 병 사이의 통화내용을 감청하여 작성한 녹취서는 위 통신제한조치 목적인이 된 갑의 갑의 국가보안법위반죄와 관련된 범죄를 위하여 사용되어야 한다.[3]

### 불법감청
- 통신제한조치 대한 기간연장 결정은 원 허가의 내용에 대하여 단지 시간을 연장하는 것일뿐 원허가의 대상과 범위를 초과할 수 없다 할 것이다. 통신제한조치허가서에 의하여 허가된 통신제한조치가 전기통신감청 및 우편물 검열 뿐인 경우 그 후 연장결정서를 당초 허가 내용에 없던 대화 녹음이 기재되어 있다 하더라도 이는 대화 녹음해 적법한 근거가 되지 못한다.[4]
- 수사기관이 甲으로부터 피고인의 마약류관리에 관한 법률 위반(향정) 범행에 대한 진술을 듣고 추가적인 증거를 확보할 목적으로, 구속수감되어 있던 甲에게 그의 압수된 휴대전화를 제공하여 피고인과 통화하고 위 범행에 관한 통화 내용을 녹음하게 한 행위는 불법감청에 해당하므로, 그 녹음 자체는 물론 이를 근거로 작성된 녹취록 첨부 수사보고는 피고인의 증거동의에 상관없이 그 증거능력이 없다.[5]

## 같이 보기
- 감시
- 도청
- SIGINT